# 蕭偉全
蕭偉全（英語：Willam Shiu Wai-chuen，1953年11月25日—），香港公務員，曾擔任黃大仙民政事務專員及荃灣政務專員。蕭在1979年加入香港政府任職政務主任，並在1991年晉升為首長級丙級政務官。他在1987年4月8日接替苗華安出任荃灣政務專員，至1990年4月16日卸任予楊立門。他在2005年調任土地註冊處經理，接替出任該職位約九年後退休的李何玉卿。在2010年5月10日，港府委任蕭接替黃珍妮擔任黃大仙民政事務專員。他任內黃大仙區繼續市區更新計劃，環境設施得以改善，而區內名勝黃大仙祠亦創辦黃大仙廟會，由蕭及黃大仙區議會主席李德康為地區祈福科儀。在2013年7月，蕭在辦公室內因工作問題與下屬爭執，並投擲文儀用品擊中對方，警方調查後雙方願意和解了事。同年11月24日，蕭年滿60歲退休，專員一職由蔡馬安琪接任。及後，蕭在2014年9月出任建制派組織香港義工聯盟的總幹事，亦在2016年起於新鴻基地產的子公司擔任社區關係董事，在新地的工作一度被質疑涉及延後利益。